# Ballocephala pedicellata
Ballocephala pedicellata är en svampart som beskrevs av Pohlad & E.C. Bernard 1978. Ballocephala pedicellata ingår i släktet Ballocephala och familjen Meristacraceae.   Inga underarter finns listade i Catalogue of Life.